# Attesa e cambiamenti
Attesa e cambiamenti è un film commedia del 2016 diretto da Sergio Colabona.

## Trama
Beatrice e Gianni, nonostante una vita lavorativa molto piena, sognano di avere un figlio per coronare il loro legame; ma una volta che la donna rimane incinta, gli sbalzi ormonali e di umore, l'attesa e il nervosismo portano dei cambiamenti inaspettati. Anche un'altra coppia sogna di avere un figlio, sono Anna e Tina.

## Distribuzione
Il film è uscito nelle sale, distribuito da Rai Cinema e 01 Distribution, il 13 ottobre 2016.